# Большое Кияжозеро
Большое Кияжозеро — пресноводное озеро на территории Амбарнского сельского поселения Лоухского района Республики Карелии.

## Общие сведения
Площадь озера — 1,2 км². Располагается на высоте 78,5 метров над уровнем моря.
Форма озера лопастная, продолговатая: оно более чем на три километра вытянуто с запада на восток. Берега изрезанные, каменисто-песчаные, местами заболоченные.
С северной стороны озера вытекает безымянный водоток, впадающий в Пиртозеро, через которое протекает река Пулома, впадающая в Энгозеро. Воды Энгозера через реки Калгу и Воньгу попадают в Белое море.
К югу и юго-востоку от озера проходит автозимник.
Населённые пункты вблизи водоёма отсутствуют.
Код объекта в государственном водном реестре — 02020000711102000003184.